# Compromiso austrohúngaro

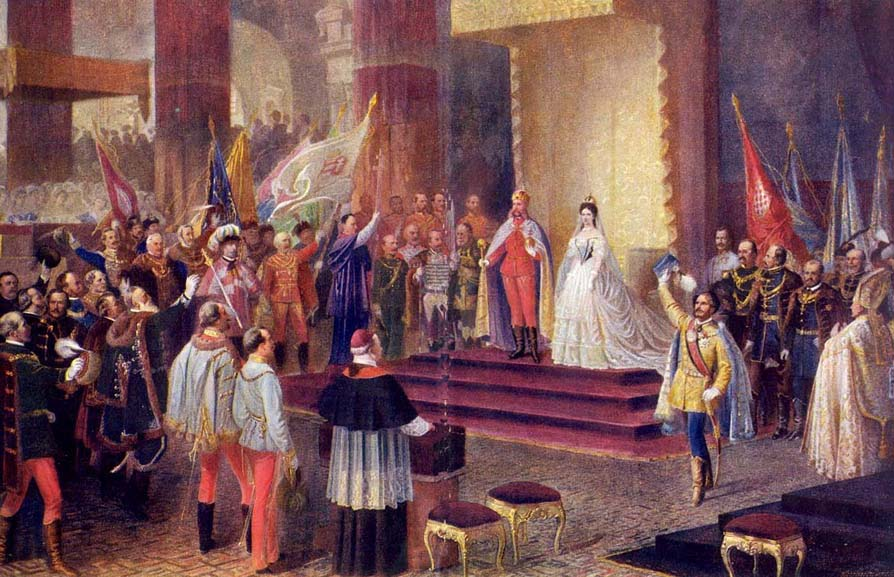
Coronación de Francisco José e Isabel como reyes de Hungría

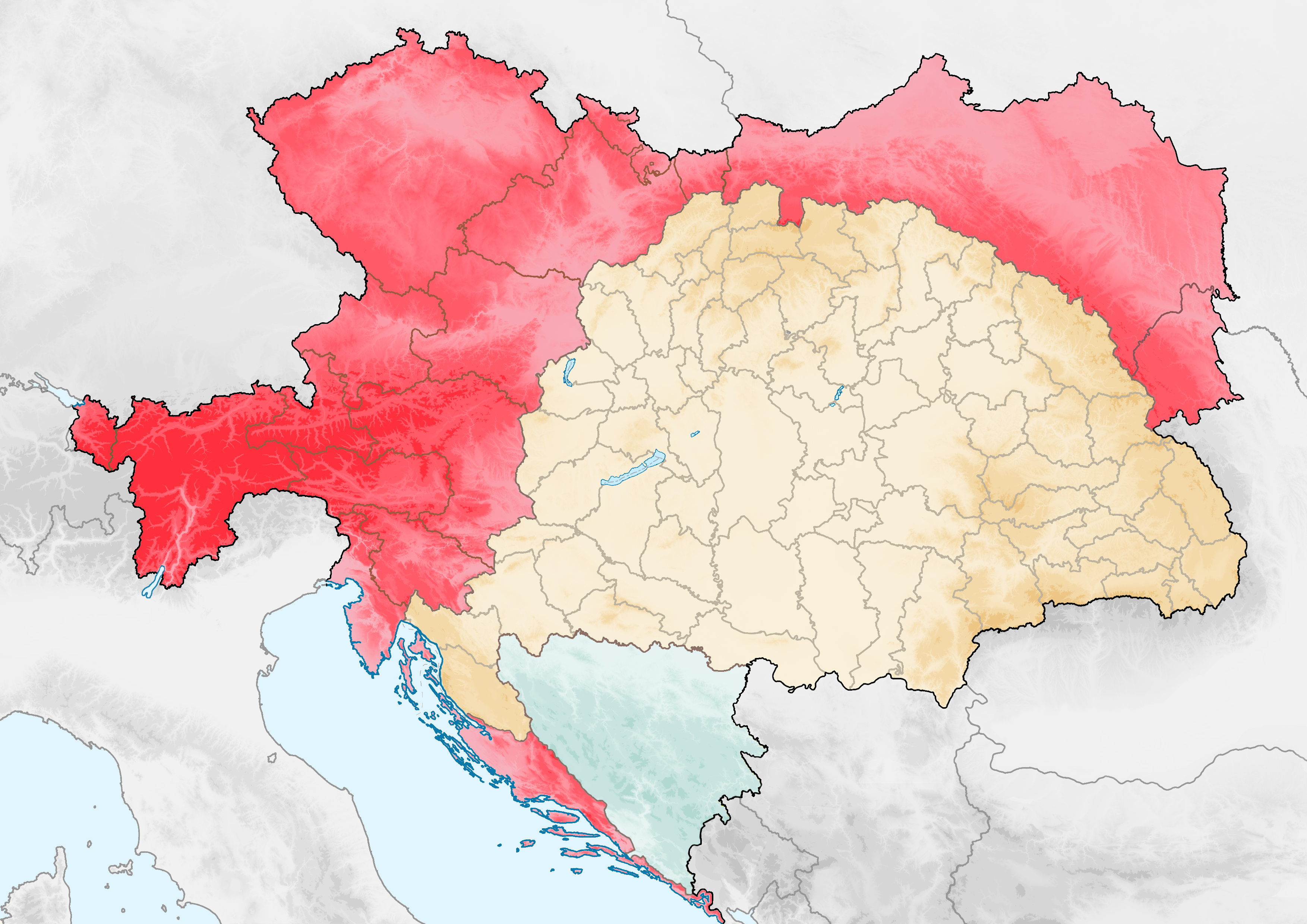
División de la monarquía de los Habsburgo por el compromiso de 1867: Austria (Cisleitania, en rojo), Hungría (Transleitania, en amarillo) y Bosnia y Herzegovina (en verde), condominio austrohúngaro a partir de 1878.

El compromiso austrohúngaro (en alemán: Österreichisch-Ungarischer Ausgleich; en húngaro: Kiegyezés) es el acuerdo llevado a cabo en febrero de 1867 entre el emperador de Austria, Francisco José I, y una delegación húngara encabezada por Francisco Deák por el que se creó la monarquía dual austrohúngara. El compromiso comportaba una serie de reformas constitucionales en el Imperio de los Habsburgo, la principal de las cuales era la equiparación de Hungría a Austria dentro del estado común, que a partir de ese momento sería conocido en muchos idiomas, incluido el español, como el Imperio austrohúngaro, o sencillamente Austria-Hungría.

## Antecedentes

### El origen de Austria
Originalmente ambas naciones, Austria y Hungría, tuvieron pasados totalmente diferentes y separados. Por una parte, Austria fue desde sus inicios un ducado dentro del Sacro Imperio Romano Germánico fundado en el 962 por Otón I el Grande. A lo largo de su historia el ducado austríaco fue ganando cada vez mayor influencia entre las naciones germánicas del Imperio, hasta que por fin la dinastía austríaca de los Habsburgo se apoderó del trono Imperial y gobernó de manera ininterrumpida por casi medio milenio. Esto generó cada vez mayor descontento entre las otras naciones germánicas, generando cierta tensión y sentimientos anti-Habsburgo. Cuando Napoleón Bonaparte comenzó su campaña militar en Europa finalmente venció al Sacro Imperio Romano Germánico y lo desmembró, consolidando todos los Estados germánicos exceptuando Austria en la Confederación del Rin en 1806. Luego de vencido Napoleón, en 1815, el emperador germánico pasó a ser Francisco I de Austria, soberano del recientemente creado Imperio austríaco y la Confederación del Rin pasó a llamarse Confederación Germánica, teniendo como su presidente al emperador de Austria.

### El origen de Hungría
Por otra parte, el Reino de Hungría fue fundado en el año 1000, por el rey san Esteban I, quien convirtió al catolicismo y sedentarizó a su gente, que era de origen seminómada. El Reino húngaro existió durante toda la Edad Media como un Estado independiente del Sacro Imperio Romano germánico, enfrentando invasiones cumanas y pechenegas, así como posteriormente bizantinas y turcas. Participó en la tercera y en la quinta cruzada y fue una potencia de Europa Central junto con Bohemia y Polonia durante toda la Alta Edad Media y principios de la Edad Moderna. Sin embargo, en 1526, luego de casi un siglo deteniendo ataques de los turcos otomanos hacia Europa, siendo la barrera defensora del cristianismo, muere el rey Luis II de Hungría en la batalla de Mohács.

### El Sacro Imperio Romano Germánico y Hungría
Pronto el emperador germánico Fernando I de Habsburgo reclamó el derecho al trono vacante y fue coronado paralelamente con el conde húngaro Juan I Szapolyai. Ambos fueron entonces antirreyes hasta la muerte de Szapolyai en 1540, cuando los derechos pasaron al emperador Habsburgo. En 1541 el Imperio otomano continuó con sus campañas en Hungría y tomó toda la región central del reino, produciéndose así una división de este en tres partes. La región del Oeste bajo control germánico, la central bajo control otomano y la oriental como el Principado de Transilvania, el cual era independiente, pero en situación de vasallaje ante los turcos. Durante el próximo siglo, Esteban Bocskai, Gabriel Bethlen, Emérico Thököly, príncipes húngaros de Transilvania conducirán en vano incontables guerras independentistas para reunificar el reino, y alejarlo de la esfera de influencia germánica. Pero los otomanos serán finalmente expulsados de los suelos húngaros en 1686, siendo reunificado el reino y disuelto el Principado de Transilvania, todo bajo la conducción total del emperador germánico Leopoldo I de Habsburgo. Posteriormente, luego del desmembramiento del Sacro Imperio Romano germánico por Napoleón en 1805, Hungría, junto con otros Estados continuó bajo la conducción del emperador Francisco I de Austria. Luego de esto, los nobles húngaros no condujeron más movimientos independentistas contra los Habsburgo, sino hasta el estallido de la Revolución húngara de 1848, cuando los ciudadanos de la Confederación germánica y los ciudadanos húngaros exigían la independencia del poder absolutista de los Habsburgo. Las revoluciones fallaron, pero un par de décadas después, se presentó la oportunidad ideal para que Hungría consiguiese entonces más autoridad frente al imperio.

### El acuerdo entre ambos

La monarquía de los Habsburgo desde 1867: Austria en verde claro, Hungría en verde, Bosnia-Herzegovina en verde oscuro, con las capitales de provincia.

El acuerdo surgió tras una serie de derrotas austríacas: contra Cerdeña en 1859 y Prusia e Italia en 1866 (guerra austro-prusiana). Para fortalecer el debilitado imperio y ante las exigencias húngaras que reclamaban una mayor participación en los asuntos de Estado, Francisco José I tuvo una serie de reuniones con miembros de la nobleza de este país que tendrían como resultado la creación de un estado federal dual, donde Hungría sería un Reino que administraría el territorio histórico de la Corona de San Esteban de forma autónoma. Francisco José y su esposa, la emperatriz Sissi, serían coronados reyes de Hungría en Ofen (Buda), el 8 de junio de 1867. El acuerdo dejaría fuera a las poblaciones eslavas y latinas del Imperio, por lo que no acabaría con los movimientos nacionalistas, especialmente en Bohemia, Croacia, Bosnia-Herzegovina y Transilvania.
Ya antes de la derrota ante Prusia el sistema centralista instaurado por Schmerling daba signos de estar fracasando. Su sucesor, el magnate conservador Belcredi trató de convertir el estado centralista en uno federal. La derrota de Königgrätz aceleró el proceso. La idea de Belcredi era reformar la estructura centralista y convertirla en 5 estados: alemán, checo, húngaro, polaco y "yugoslavo". Las dietas, que se habían convocado en noviembre de 1866 y estaban dominadas por los alemanes, se opusieron a la reforma y fueron disueltas y se convocaron nuevas elecciones. Las nuevas debían estar listas para reunirse en febrero, pero no para deliberar sobre la reforma, sino simplemente para elegir delegados para la nueva asamblea constituyente. Los partidos alemanes, temerosos de perder poder en el nuevo ordenamiento, se abstuvieron en las elecciones, forzando la renuncia de Belcredi.

## El acuerdo
Su sustituto Beust, favorito de la corte, logró un acuerdo en el que los magiares conseguían todas sus reivindicaciones a excepción de la partición del ejército (aunque se creaban dos milicias independientes) que, a efectos prácticos, era un acuerdo entre los nacionalistas magiares y la corona. El acuerdo se logró antes de que el Reichsrat (parlamento) pudiese reunirse (22 de mayo de 1867), una vez nombrado Andrássy primer ministro húngaro. Se encontró con el hecho consumado y lo aprobó por la composición, aún mayoritariamente alemana, de la cámara, a la que favorecía el acuerdo.
En la práctica dos de las nacionalidades del estado, alemanes y magiares, se repartían el poder, aliándose los unos con los polacos y los otros con los croatas (a cambio de una amplia autonomía) para mantenerlo frente al resto. Los eslavos, que al principio presentaron un frente común contra el acuerdo, pronto se dividieron ante las concesiones de control de la Galicia y la rusofilia de los checos y eslavos del sur, ajena a los polacos.

### Características del acuerdo
El imperio austriaco mantenía un parlamento central en Viena y 17 dietas provinciales, de las que, hasta 1873, se elegían los diputados de aquel. El reino de Hungría tenía su propio parlamento en Budapest, con un parlamento autónomo para Croacia (Sabor), que enviaba 40 representantes al primero, solo presentes cuando se discutían cuestiones que atañían a Croacia.
Los Gobiernos de cada mitad del Estado eran responsables ante sus Parlamentos respectivos, no habiendo un Parlamento estatal común. Según el acuerdo, solo tres ministerios (Finanzas, Asuntos Exteriores y Defensa), serían comunes a ambas partes del imperio, siendo el resto considerados política nacional de cada parte. Los ministros correspondientes eran nombrados por la corona y eran teóricamente responsables ante dos delegaciones de sesenta miembros de cada Parlamento, que no se reunían en ningún caso.
En el Ministerio de Asuntos Exteriores, se alternaban (por costumbre aunque no por ley) austriacos y húngaros y, cuando el cargo lo ocupaba un austriaco, un húngaro solía ocupar el de Finanzas que, en la práctica, estuvo la mayoría del tiempo en manos húngaras.
Las sedes de los tres ministerios comunes se encontraban en Viena, pero sus funcionarios procedían de las dos mitades del imperio; los magiares lograron una influencia desproporcionada tanto en la diplomacia y como en la administración de Bosnia.
La principal función de las delegaciones era el control y aprobación de los presupuestos para los asuntos comunes, que eran vinculantes para los dos Gobiernos del país. Este se dividía en dos porciones distintas: el 70 % del presupuesto lo pagaba la parte austriaca y el 30 %, la húngara (aunque los porcentajes con el tiempo variaron dos veces, llegándose al final a una proporción de 65,6 %-34,4 %).
Mientras que el acuerdo político era permanente, no lo era el económico, que debía renovarse sin falta cada diez años, discutiéndose las cuestiones económicas y mercantiles entre las dos partes del país.

## Consecuencias
El acuerdo era en la práctica un pacto entre los nacionalistas magiares y la corona, aceptado por conveniencia por los alemanes y, en menor medida, por polacos y croatas. Los magiares obtuvieron el poder de influir en la política de la otra mitad del país y la ejercieron evitando, por ejemplo, una reforma federal.
El sistema de las delegaciones resultó ineficaz: reunidas apenas dos semanas al año y sin un comité permanente, su control sobre los ministerios era mínimo. Durante las 2 grandes crisis del país, la ocupación de Bosnia en 1876-1878 y su anexión en 1908 las delegaciones no fueron consultadas o no se les permitió siquiera reunirse. Los ministerios comunes estaban en manos de la corona y la élite húngara.
El sistema, además, carecía de mecanismos de evolución, revisión o arbitraje. Mientras que la mitad austriaca terminó convirtiéndose en una dictadura imperial basada en el funcionariado ante una disgregación nacionalista en la que los alemanes no lograron mantener el control parlamentario, en Hungría los magnates magiares mantuvieron más firmemente el control en un parlamento no representativo, sin lograr sin embargo acallar completamente al resto de nacionalidades.
El acuerdo, que no satisfizo completamente a los nacionalistas húngaros más radicales, impidió dar solución a las reivindicadiones nacionalistas de los demás grupos que formaban la monarquía ya que incluso los partidarios húngaros del acuerdo defendieron siempre la unidad de Hungría, impidiendo una reforma federal.
De este modo nacería la doble monarquía o K.u.K. (kaiserlich und königlich, en alemán; Imperial y real, en castellano), que mantendría el peso político de Austria hasta su derrota en la Primera Guerra Mundial en 1918.

### Consecuencias en Hungría
El Compromiso selló la primacía de los magnates húngaros en su parte del imperio. Aunque constituían únicamente el 45,4 % de la población del Reino en el censo de 1910, el 96 % de los funcionarios eran magiares. De los 413 diputados, el 54,5 % de los magiares (porcentaje excluyendo la Croacia autónoma) ocupaban 405, mientras las minorías disfrutaban de 8 (5 rumanos y 3 eslovacos).
Además de la discriminación política, las minorías sufrían también la cultural y educativa: mientras el millón de estudiantes magiares contaban con veintiséis mil profesores, los ochocientos mil de las minorías solo tenían a su disposición cinco mil. El 93 % de los profesores universitarios eran magiares.
La gran mayoría de la población magiar, el campesinado, se hallaba igual de oprimido, así como el proletariado. Solo el 6 % de la población tenía derecho a voto, de las que las mujeres estaban excluidas. El país estaba controlado por la nobleza y los terratenientes.